# Каравелас (Баия)
Каравелас (порт. Caravelas)  —  муниципалитет в Бразилии. входит в штат Баия. Составная часть мезорегиона Юг штата Баия. Входит в экономико-статистический микрорегион Порту-Сегуру, который входит в Юг штата Баия. Население составляет 20 998 человек на 2006 год. Занимает площадь 2361,278 км². Плотность населения — 8,9 чел./км².

## Статистика
- Валовой внутренний продукт на 2003 год составляет 102 677 570,00 реалов (данные: Бразильский институт географии и статистики).
- Валовой внутренний продукт на душу населения на 2003 год составляет 4987,50 реалов (данные: Бразильский институт географии и статистики).
- Индекс развития человеческого потенциала на 2000 год составляет 0,667 (данные: Программа развития ООН).